# Agrilus magnus
Agrilus magnus (лат.) — вид узкотелых жуков-златок. Название происходит от слова magnus (крупный) по признаку относительно крупного размера тела.

## Распространение
Вьетнам и Китай (Guangxi).

## Описание
Длина тела взрослых насекомых (имаго) 12 — 14,8 мм. Отличаются следующими признаками: форма тела субпараллельная; переднеспинка поперечная; надкрылья в апикальной трети вытянуты; вершины надкрылий широкие; предплечья рудиментарны; диск надкрылий с гладкой скульптурой; опушенные пятна на вершинной трети надкрылий широкие и отдаленные от шовного края; основная окраска голубоватая или коричневая. Переднегрудь с воротничком. Боковой край переднеспинки цельный, гладкий. Глаза крупные, почти соприкасаются с переднеспинкой. Личинки развиваются, предположительно, на различных лиственных деревьях. Встречаются в мае и июне. Вид был впервые описан в 2011 году в ходе ревизии, проведённой канадскими колеоптерологами Эдвардом Йендеком (Eduard Jendek) и Василием Гребенниковым (Оттава, Канада).